# HD 104752
HD 104752，又名CP-73 924，SAO 256898、HR 4601，是一颗恒星，视星等为6.44，位于銀經299.64，銀緯-11.65，其B1900.0坐标为赤經11h 58m 35.2s，赤緯-73° -11.65′ 26″。